# Mohammed Kna'an
Mohammed "Hamoudi" Kna'an (hebräisch מוחמד "חמודי" כנעאן, arabisch مُحَمَّد "خَمُّودِيّ" كَنعَان; * 14. Januar 2000 in Madschd al-Kurum) ist ein israelischer Fußballspieler.

## Karriere

### Verein
Kna'an begann seiner Jugend beim F.C. Madschd al-Kurum. Als er elf Jahre alt war, trat er der Maccabi Haifa bei. Am 19. Juli 2018 wechselte er zum MS  Ashdod.

### Nationalmannschaft
Kna'an spielt seit 2023 für die Nationalmannschaft der Israel. Bisher absolvierte er 1 Länderspiel.